# Carl Bergmann (Bankier)

Carl Bergmann

Carl Bergmann (* 20. April 1874 in Sömmerda; † 26. September 1935 in Berlin) war ein deutscher Bankier und Diplomat.

## Biografie
Carl Bergmann studierte Rechtswissenschaften. Während seines Studiums wurde er 1893/94 Mitglied der Akademischen Liedertafel Berlin im Sondershäuser Verband.
Nach dem Studium, das er mit der Promotion abschloss, wurde er 1900 zunächst Gerichtsassessor in Berlin, ehe er im folgenden Jahr zur Deutschen Bank wechselte. Von dieser wurde er 1901 bis 1902 zur Verwaltung der Anatolischen Eisenbahn nach Konstantinopel entsandt. 1903 bis 1904 unternahm er eine Studienreise in die USA. 1911 erfolgte seine Ernennung zum Stellvertretenden Direktor der Deutschen Bank. 1914 bis 1918 war er als Finanzdelegierter an der deutschen Gesandtschaft in Den Haag tätig.

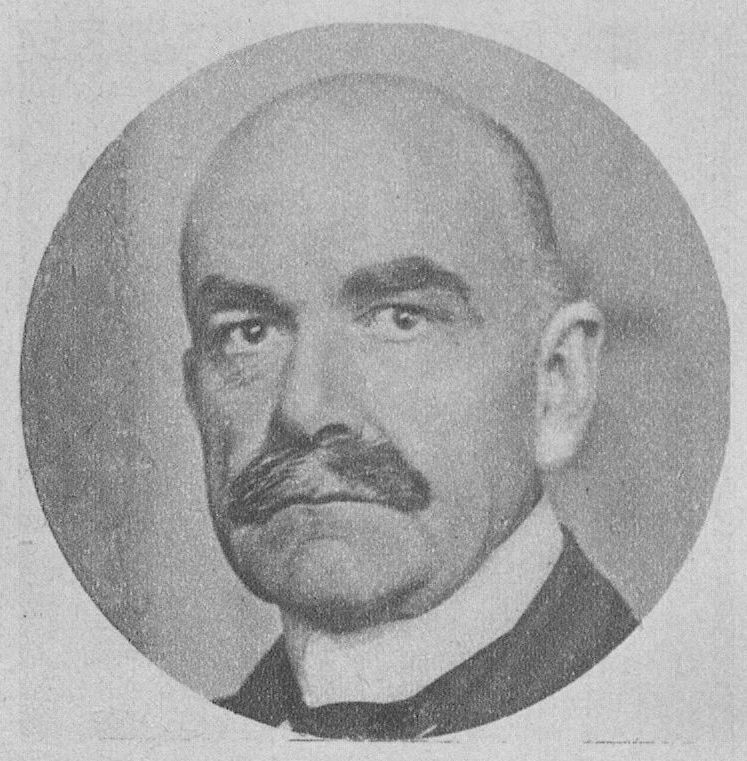
Carl Bergmann, um 1924

Nach dem Ende des Ersten Weltkrieges war er seit 1919 Vertreter des Deutschen Reiches bei der Reparationskommission in Paris. Im Juli 1919 wurde er neben Stephan Moesle Unterstaatssekretär im Reichsfinanzministerium und zugleich Vorsitzender der Kriegslastenkommission. Diese Ämter hatte er bis September 1921 inne und war somit einer der engsten Mitarbeiter der amtierenden Reichsminister der Finanzen Matthias Erzberger sowie Joseph Wirth. Er war beteiligt an den meisten Reparationskonferenzen.
Anschließend kehrte er als Mitglied des Aufsichtsrats zur Deutschen Bank zurück und war zwischen 1921 und 1922 erneut auf einer Reise in die USA, ehe er zwischen 1924 und 1927 Mitinhaber der Bank Lazard-Speyer-Ellissen in Frankfurt am Main war. Auch als Mitglied des Verwaltungsrates der Deutschen Reichsbahn nahm er an Reparationsverhandlungen teil. Zugleich war er auch Mitglied des Verwaltungsrates der Reichsbank.
Bergmann wollte sich um 1930 eigentlich aus dem Berufsleben zurückziehen. Die damaligen Krisen (Weltwirtschaftskrise, Deutsche Bankenkrise) machten das aber unmöglich. Zuletzt war er von 1931 bis zu seinem Tode 1935 Treuhänder der Darmstädter und Nationalbank (Danatbank). Nachdem die Dresdner Bank im Sommer 1931 unter Treuhandschaft kam, wobei der Staat ihre Schulden übernahm, wurde Bergmann auch dort Treuhänder. Außerdem wurde er von Reichskanzler Brüning in einen Sachverständigenrat berufen, der das Kabinett bei der Lösung der Finanz- und Bankenkrise beraten sollte. Neben Bergmann gehörten dem Rat Hermann Schmitz (I.G. Farben), Markus Wallenberg (Stockholms Enskilda Bank) und Carl Melchior (Warburg & Co.) an.
Mit seiner Ehefrau Enriqueta hatte Carl Bergmann zwei Töchter und einen Sohn. Enriqueta Bergmann war Pianistin, die einen wegen ihrer kleinen Hände speziell für sie gebauten Ibach-Konzertflügel zu ihren Konzertterminen kreuz und quer durch Europa transportierte. Nach dem Scheitern der Ehe war sie zeitweilig als Malerin in Haager Künstlerkreisen aktiv. 
Die beiden Töchter Bergmanns starben nach dem Krieg an Tuberkulose; sein Sohn Carl-Heinz (1920–1978), der in den Niederlanden aufgewachsen war, wurde im Zweiten Weltkrieg zur Luftwaffe eingezogen und kam wegen Sabotage in ein KZ, aus dem ihm die Flucht in die Niederlande gelang, wo er bis Kriegsende im niederländischen Widerstand aktiv war. Den dort angenommenen Vornamen Tom führte er für den Rest seines Lebens.

## Würdigungen
In seinem Buch Réflexions sur le franc et sur quelques autres sujets (Gedanken zum Franc und zu einigen anderen Themen, Paris 1926) erinnert sich John Maynard Keynes besonders an die deutschen Diplomaten Bergmann und Schacht und schreibt über Bergmann:

„Bergmann war von der Ernennung des Organisationsausschusses für die Reparationskommission 1919 bis zur Annahme des Dawesplans 1924 beständig hinter den Kulissen. Er war einer der vortrefflichsten Vertreter jenes Menschenschlags, der nicht auf seinen vergoldeten Sesseln sitzen bleibt, sondern freundschaftliche Beziehungen zum gegnerischen Lager anknüpft, ohne Rücksicht auf Formalitäten.“

Der US-amerikanische Historiker Alfred C. Mierzejewski beschreibt in seiner Geschichte der Reichsbahn die fortwährenden Anstrengungen von Carl Bergmann (als langjähriges Mitglied des Verwaltungs- und des Aufsichtsrats der Reichsbahn), die Bahn nicht den Nazis in die Hände fallen zu lassen.

## Veröffentlichungen
- Der Weg der Reparation: Von Versailles über den Dawesplan zum Ziel. Frankfurter Societäts-Druckerei, Frankfurt am Main 1926. (Digitalisat)
- Der gegenwärtige Stand der Reparationsfrage, Vortrag gehalten am 23. Mai 1928 in der Jahreshauptversammlung des Verbandes Mitteldeutscher Industrieller e. V. Frankfurt am Main 1928. (Bundesarchiv)
- Germany and the Young Plan. In: Foreign Affairs. Bd. 8, Juli 1930, S. 596 f.